# SpeXial
SpeXial là một nhóm nhạc nam của Đài Loan do công ty Comic International Productions thành lập năm 2012. Tên của nhóm là sự kết hợp giữa hai từ tiếng Anh "eXtra" (thượng hạng) và "Special" (đặc biệt), vốn diễn tả mong ước nhóm nhạc sẽ là độc nhất vô nhị. SpeXial bắt đầu với bốn thành viên và ra mắt ngày 7 tháng 12 năm 2012 với album tự đặt là SpeXial. Sau vài lần thay đổi đội hình, thì đội hình chung cuộc của nhóm bao gồm tám thành viên: Vĩ Tấn, Minh Kiệt, Tử Hoành, Evan, Teddy, Win, Dịch Ân và Dylan. Tên gọi người hâm mộ của nhóm là SXF (tiếng Hoa: 特使; Hán-Việt: Đặc Sứ), tức "Sứ mệnh Đặc biệt".
Vào hai ngày 21–22 tháng 5 năm 2016, SpeXial tổ chức buổi hòa nhạc lớn đầu tiên của mình với tên gọi "SpeXial the 1st concert - SpeXial Land 2016" tại Nhà thi đấu Tân Trang ở thành phố Tân Bắc, với sự xuất hiện của khách mời Tằng Bái Từ.

## Thành viên

### Thông tin thành viên
| Thành viên hiện tại | Thành viên hiện tại    | Thành viên hiện tại | Thành viên hiện tại               | Thành viên hiện tại          | Thành viên hiện tại | Thành viên hiện tại | Thành viên hiện tại | Thành viên hiện tại | Thành viên hiện tại | Thành viên hiện tại                                                       | Thành viên hiện tại | Thành viên hiện tại              |
| Nghệ danh           | Tên khai sinh          | Tên tiếng Anh       | Vị trí                            | Ngày sinh/Quốc tịch          | Cung Hoàng Đạo      | Chiều cao           | Cân nặng            | Nhóm máu            | Thời kỳ ra mắt      | Tên gọi người hâm mộ                                                      | Màu chính thức      | Fanpage                          |
| ------------------- | ---------------------- | ------------------- | --------------------------------- | ---------------------------- | ------------------- | ------------------- | ------------------- | ------------------- | ------------------- | ------------------------------------------------------------------------- | ------------------- | -------------------------------- |
| Vĩ Tấn 偉晉         | Hoàng Vĩ Tấn 黃偉晉    | Wayne               | Hát chính                         | 23 tháng 3, 1990 · Đài Loan  | Bạch Dương          | 183 cm              | 69 kg               | B                   | Giai đoạn 1         | Tiểu Cương Khôi (Little Helmet) 小鋼盔                                    | Vàng chanh          | Facebook Instagram Weibo         |
| Minh Kiệt 明傑      | Hứa Danh Kiệt 許名傑   | Brent               | Hát chính                         | 12 tháng 5, 1993 · Đài Loan  | Kim Ngưu            | 179 cm              | 70 kg               | B                   | Giai đoạn 1         | Hoa Phấn (Pollen) 花粉                                                    | Trắng tinh          | Facebook Instagram Weibo         |
| Tử Hoành 子閎       | Lâm Tử Hoành 林子閎    | Sam                 | Rap chính, hát, hình ảnh của nhóm | 1 tháng 10, 1993 · Đài Loan  | Thiên Bình          | 181 cm              | 65 kg               | A                   | Giai đoạn 1         | Hoành Trà (Black Tea) 閎茶                                                | Tím ngọc            | Facebook Instagram Weibo         |
| Evan                | Mã Chấn Hoàn 馬振桓    | Evan                | Hát trưởng, Rap trưởng            | 2 tháng 11, 1992 · Canada    | Bọ Cạp              | 185 cm              | 70 kg               | B                   | Giai đoạn 2         | Tiểu Mộc Mã (Rocking Horse) 小木馬                                        | Xanh đậm            | Facebook Instagram Weibo         |
| Teddy               | Trần Hướng Hi 陳向熙   | Teddy               | Hát                               | 15 tháng 10, 1993 · Đài Loan | Thiên Bình          | 184 cm              | 66 kg               | A                   | Giai đoạn 2         | Phong Mật (Honey) 蜂蜜                                                    | Hồng đậm            | Facebook Instagram Weibo         |
| Win                 | Phong Điền 風田        | Win                 | Hát                               | 12 tháng 2, 1992 · Nhật Bản  | Bảo Bình            | 189 cm              | 73 kg               | O                   | Giai đoạn 3         | Tiểu Phong Xa (Little Windmill) 小風車                                    | Đen huyền bí        | Facebook Instagram Weibo         |
| Dịch Ân 易恩        | Dịch Bách Thần 易柏辰  | Ian                 | Hát                               | 24 tháng 10, 1996 · Đài Loan | Bọ Cạp              | 182 cm              | 67 kg               | B                   | Giai đoạn 3         | Tiểu Tinh Thần (Little Star) 小星辰                                       | Lam nhẹ             | Facebook Instagram Weibo         |
| Dylan               | Hùng Tử Kỳ 熊梓淇      | Dylan               | Hát                               | 6 tháng 6, 1992 · Trung Quốc | Song Tử             | 188 cm              | 68 kg               | A                   | Giai đoạn 4         | Tiểu Hoán Hùng (Raccoon) 小浣熊                                           | Xanh lá cây         | Facebook Instagram Weibo         |
| Cựu hành viên       |                        |                     |                                   |                              |                     |                     |                     |                     |                     |                                                                           |                     |                                  |
| Thần Tường 晨翔     | Liên Thần Tường 連晨翔 | Simon               | Hát, hình ảnh của nhóm            | 3 tháng 1, 1992 · Đài Loan   | Ma Kết              | 182 cm              | 68 kg               | O                   | Giai đoạn 2         | Tiểu Phi Hiệp (Peter Pan) 小飛俠                                          | Xanh ngọc bích      | Facebook Instagram Weibo         |
| Chí Vỹ 執 (Chấp)    | Triệu Chí Vỹ 趙志偉    | Zhiwei              | Hát, nhảy chính                   | 8 tháng 8, 1994 · Trung Quốc | Sư Tử               | 188 cm              | 75 kg               | A                   | Giai đoạn 4         | Chấp Niệm (Obsession) 執念                                                | Chàm                | Facebook Instagram Weibo         |
| Dĩ Luân 以綸        | Vương Dĩ Luân 王以綸   | Riley               | Rap trưởng                        | 18 tháng 3, 1996 · Canada    | Song Ngư            | 182 cm              | 70 kg               | O                   | Giai đoạn 3         | Hoại Công Chủ (♀ Bad Princess) 壞公主 Hoại Vương Tử (♂ Bad Prince) 壞王子 | Da cam              | Facebook Instagram Weibo Twitter |
| Hoành Chính 宏正    | La Hoằng Chứng 羅弘証  | Wes                 | Trưởng nhóm, hát, nhảy chính      | 26 tháng 7, 1989 · Đài Loan  | Sư Tử               | 186 cm              | 84 kg               | O                   | Giai đoạn 1         | Hồng Đậu (Red Bean) 紅豆                                                  | Đỏ sẫm              | Facebook Instagram Weibo         |

### Mốc thời gian
| Thành viên  | 2012 | 2013 | 2014 | 2014 | 2014 | 2014 | 2015 | 2015 | 2015 | 2015 | 2016 | 2016 | 2016 | 2016 | 2016 | 2017 | 2017 | 2017 | 2017 |
| Hoành Chính | [A]  | [A]  | [A]  | [A]  | [A]  | [A]  | [A]  | [A]  | [A]  | [A]  | [A]  | [A]  | [A]  | [H]  | [H]  | [H]  |      |      |      |
| Vĩ Tấn      | [A]  | [A]  | [A]  | [A]  | [A]  | [A]  | [A]  | [A]  | [A]  | [A]  | [A]  | [A]  | [A]  | [A]  | [A]  | [A]  |      |      |      |
| Minh Kiệt   | [A]  | [A]  | [A]  | [A]  | [A]  | [D]  | [D]  | [D]  | [D]  |      |      |      |      |      |      |      |      |      |      |
| Tử Hoành    | [A]  | [A]  | [A]  | [A]  | [A]  | [A]  | [A]  | [F]  | [F]  | [F]  | [F]  |      |      |      |      |      |      |      |      |
| Thần Tường  |      |      |      | [B]  | [B]  | [B]  | [B]  | [B]  | [B]  | [B]  | [B]  | [B]  | [B]  | [B]  | [I]  | [I]  | [I]  |      |      |
| Evan        |      |      |      | [B]  | [C]  | [C]  | [C]  | [C]  |      |      |      |      |      |      |      |      |      |      |      |
| Teddy       |      |      |      | [B]  | [B]  | [B]  | [B]  | [B]  | [B]  | [B]  | [B]  | [B]  | [B]  | [B]  | [B]  | [B]  |      |      |      |
| Win         |      |      |      |      |      |      | [E]  | [E]  | [E]  | [E]  | [E]  | [E]  | [E]  | [E]  | [E]  | [E]  |      |      |      |
| Dĩ Luân     |      |      |      |      |      |      | [E]  | [E]  | [E]  | [E]  | [E]  | [E]  | [E]  | [E]  | [E]  | [E]  | [E]  | [E]  | [K]  |
| Dịch Ân     |      |      |      |      |      |      | [E]  | [E]  | [E]  | [E]  | [E]  | [E]  | [E]  | [E]  | [E]  | [E]  |      |      |      |
| Dylan       |      |      |      |      |      |      |      |      |      |      |      |      | [G]  | [G]  | [G]  | [G]  |      |      |      |
| Chấp        |      |      |      |      |      |      |      |      |      |      |      |      | [G]  | [G]  | [G]  | [J]  |      |      |      |
| ----------- | ---- | ---- | ---- | ---- | ---- | ---- | ---- | ---- | ---- | ---- | ---- | ---- | ---- | ---- | ---- | ---- | ---- | ---- | ---- |

 
|
A First period members (Hoành Chính, Vĩ Tấn, Minh Kiệt, Tử Hoành) formed SpeXial on December 7, 2012.
B Second period members (Thần Tường, Evan, Teddy) gia nhập SpeXial on June 5, 2014.
C Evan finished college in Canada from August 3, 2014, and came back on May 31, 2015.
D Minh Kiệt thực hiện nghĩa vụ quân sự from December 23, 2014 to December 10, 2015.
E Third period members (Win, Dĩ Luân, Dịch Ân) gia nhập SpeXial on January 14, 2015.
F Tử Hoành thực hiện nghĩa vụ quân sự from May 15, 2015 to May 14, 2016.
G Fourth period members (Dylan, Chí Vĩ) gia nhập SpeXial on July 19, 2016.
H Hoành Chính injured his right leg while shooting High 5 Basketball on October 25, 2015. He had to take a three month break until February 2017 (expected).
I Thần Tường stopped working from December 12, 2016 để chuẩn bị cho nghĩa vụ quân sự. He then announced that he has filed for contract termination on January 25, 2017, và chính thức rời nhóm on February 2, 2017.
J Chí Vĩ changed his Facebook and Weibo information on March 12, 2017 và chính thức rời nhóm on March 23, 2017.
K Dĩ Luân announced that he will terminate contract with the company và chính thức rời nhóm on August 25, 2017.

## Danh sách đĩa nhạc

### Album phòng thu
| Album   | Thông tin album | Các phần |
| ------- | --- | --- |
| Đầu tay | SpeXial - Ngày phát hành: Ngày 7 tháng 12 năm 2012 - Hãng thu âm: Warner Music Đài Loan - Dòng nhạc: Mandopop                                        | Các bài 1. Super Style "Ca khúc chủ đề của bộ phim thần tượng KO One Re-act" 2. Celebrate Loneliness (慶祝寂寞) "Bài hát cuối phim truyền hình Tie Lihua (phiên bản Azio TV)" 3. The Whole World Is Ambiguous (全世界都曖昧) 4. The Best Boyfriend (最佳男友) 5. Strictly Prohibited To Wait (嚴禁守候) 6. SpeXial 7. Like Superman (超人一樣) 8. Be my girl 9. Only Sing For You To Hear (只唱給你聽) 10. Gone Mad (發飆) - phiên bản SpeXial "Ca khúc chủ đề của bộ phim thần tượng KO one 2" |
| Thứ 2   | Break it down - Ngày phát hành: June 12, 2014 - Repackage Release Date: August 1, 2014 - Hãng thu âm: Warner Music Đài Loan - Dòng nhạc: Mandopop    | Các bài 1. Fight for Love (為愛戰鬥) "Insert song of bộ phim thần tượng KO One Re-act; Theme song of Anti-drug Advertisement (KO one 2 version)" 2. Break it down "Theme song of bộ phim thần tượng The X-Dormitory" 3. Subtle Love (愛這種離譜感覺) "Theme song of bộ phim thần tượng Moon River" 4. Love Flu (心流感) 5. Can't Breathe without You (愛不再呼吸) "Ending song of TV Series Bride of the Century (phiên bản trên kênh Vệ thị Trung văn)" 6. X (X未知數) 7. Increasingly Love (愛上加愛) 8. Memory Collage (拼貼記憶) "Insert song of bộ phim thần tượng The X-Dormitory" 9. Run Away with Me (陪我逃跑) 10. Just Be Friends (只能當朋友) |
| Thứ 3   | Dangerous - Ngày phát hành: September 11, 2015 - Repackage Release Date: November 6, 2015 - Hãng thu âm: Warner Music Đài Loan - Dòng nhạc: Mandopop | Các bài 1. Love Guardian (貼身) "Theme song of bộ phim chiếu mạng School Beauty's Personal Bodyguard" 2. Dangerous "Chinese theme song of Film Maze Runner: The Scorch Trials" 3. Jam 4. Bad Bad Boy 5. Are You OK? (有事嗎) 6. Showdown (攤牌) 7. The Sweet Boys (暖男製造機) "Promotional theme song of bộ phim thần tượng I Am Sorry, I Love You" 8. My Lucky Star (兩個人的博愛特區) 9. Un-Huh! Un-Huh! 10. Silly Girl (犀利Girl) |
| Thứ 4   | Boyz On Fire - Ngày phát hành: August 12, 2016 - Hãng thu âm: Warner Music Đài Loan - Dòng nhạc: Mandopop                                            | Các bài 1. Boyz On Fire "Theme song of bộ phim thần tượngKO ONE: RE-MEMBER" 2. Exclusive News (獨家頭條) 3. When Grief Strikes (憂傷來襲) 4. Love's Attachment (愛的附加檔案) 5. Fire Flame 6. Really Really 7. Another Day 8. Sun & Moon (小太陽大月亮) 9. Glorious 10. Knight (大俠) "Theme song of bộ phim chiếu mạng Ultimate Ranger" |
| Thứ 5   | Buddy Buddy - Ngày phát hành: December 22, 2017 - Hãng thu âm: Nut Music - Dòng nhạc: Mandopop                                                       | Các bài Buddy Buddy "Theme song of bộ phim thần tượng KO ONE: RE-CALL " Encore (安可) Bong Touch me like that Your Champagne (妳的香檳) You can call me The Most Painful Stubborn (最痛的倔强) Do not be a stupid girl Ashamed·Loyalty (難為情·義) "Theme song and insert song of bộ phim thần tượng KO 3AN-GUO 2017 " Want To Fly (想飛) "Insert song of bộ phim thần tượng KO 3AN-GUO 2017 " |

### Đĩa mở rộng
| Album   | Thông tin album | Các phần |
| ------- | --- | --- |
| Đầu tay | Love Killah - Ngày phát hành: February 4, 2015 - Repackage Release Date: March 24, 2015 - Hãng thu âm: Warner Music Đài Loan - Dòng nhạc: Mandopop | Các bài 1. Love Killah 2. Break It Down 11.11 "Insert song of bộ phim thần tượng KO ONE: RE-MEMBER; Theme song of mobile game Junior Three Kingdoms" 3. Satisfied (過癮) 4. Missing U (迷失in U) |

### Nhạc phim
| Album   | Thông tin album | Các phần |
| ------- | --- | --- |
| Đầu tay | KO One Return (Original Soundtrack) - Ngày phát hành: January 18, 2013 - Hãng thu âm: Warner Music Đài Loan - Dòng nhạc: Mandopop - Giải thưởng: The 9th KKBOX Music Awards - Mandarin Chart (dành cho album) - No. 8 | Các bài 1. Gone Mad (發飆) (Performed by SpeXial) 2. Thinking of Someone (一個人想著一個人) (Performed by Pets Tseng) 3. SpeXial Gou Gou (Performed by SpeXial) 4. Lovely Starry Sky (數不盡的星空) (Performed by Pets Tseng) 5. Be Nice To Me (對我好一點) (Performed by Wen Yu Fei) 6. I Think I Need Some Time (我想我需要時間) (Performed by SpeXial) 7. Lonely Time (Instrumental) (一個人想著一個人 配樂) 8. Madness (Instrumental) (發飆 配樂) 9. Fantastic (Instrumental) (發飆 配樂) 10. Dreaming (Instrumental) (一個人想著一個人 配樂)                                                                              |
| Thứ 2   | The X-Dormitory Original TV Soundtrack - Ngày phát hành: July 11, 2014 - Hãng thu âm: Warner Music Đài Loan - Dòng nhạc: Mandopop                                                                                     | Các bài 1. Break it down (Performed by SpeXial) 2. Love still exists (愛存在) (Performed by Diana Wang) 3. When the time is right (剛剛好) (Performed by Diana Wang) 4. Never let you down (Performed by Hsieh Ho-hsien) 5. Tempting heart (換一個心動) (Performed by Vĩ Tấn@SpeXial) 6. Memory collage (拼貼記憶) (Performed by SpeXial) 7. Love still exists (Instrumental) (愛存在 配樂) 8. When the time is right (Instrumental) (剛剛好 配樂) 9. Memory collage (Instrumental) (拼貼記憶 配樂) 10. Break it down (Instrumental) 11. Never let you down (Instrumental) 12. Tempting heart (Instrumental) (換一個心動 配樂) |

### Đĩa đơn
- Sayonara feat. SpeXial (2015) — SpeXial (collaborated with Ayumi Hamasaki, appeared on her sixth extended play sixxxxxx)
- 劍心飛揚 (2016) — Evan và Dylan
- 月光訣 (2016) — Dylan
- 終有一天 (2016) — Chí Vĩ (collaborated with Li Shaminzi, Yu Shuxin, Cheng Yi, Tian Yitong and Liu Runnan)
- I'm Your Super Wang / 我是你的super王 (2017) — Dịch Ân
- Hero / 英雄 (2017) — Dylan và Chí Vĩ (collaborated with Cha Jie, Ryuuji Zhu, Lu Yunfeng and Peng Yuchang
- Fight For You (2017) — Dĩ Luân
- 膽小鬼 (2017) — Vĩ Tấn
- 畫師 (2017) — Dylan
- 超完美情人 (2017) — Minh Kiệt
- 冒险家 (2017) — Dylan
- 戰火荒煙 (2017) — Dylan
- 破泪 (2017) — Vĩ Tấn và Dylan
- 無名將 (2017) — Evan và Dịch Ân

## Buổi hòa nhạc
| Buổi hòa nhạc                                                      | Ngày                                                | Địa điểm          | Hội trường            | Khách mời đặc biệt | Chú thích                              |
| ------------------------------------------------------------------ | --------------------------------------------------- | ----------------- | --------------------- | ------------------ | -------------------------------------- |
| SpeXial the 1st SpeXial concert - SpeXial Land "SpeXial Land 2016" | Ngày 21 tháng 5 năm 2016 - ngày 22 tháng 5 năm 2016 | Tân Bắc, Đài Loan | Nhà thi đấu Tân Trang | Tằng Bái Từ        | Buổi hòa nhạc lớn đầu tiên của SpeXial |

## Xuất bản phẩm

### Sách ảnh
| Ngày xuất bản           | Nhà xuất bản                | Tựa đề                                                                                    | Thành viên                                                          |
| ----------------------- | --------------------------- | ----------------------------------------------------------------------------------------- | ------------------------------------------------------------------- |
| Ngày 1 tháng 8 năm 2015 | Kadokawa Taiwan Corporation | Cuộc sống của SpeXial ở Thái Lan (SpeXial Life in Thailand) (SpeXial Life 泰青春寫真遊記) | Hoành Chính, Vĩ Tấn, Thần Tường, Evan, Teddy, Win, Dĩ Luân, Dịch Ân |
| Ngày 9 tháng 2 năm 2017 | Kadokawa Taiwan Corporation | Sách ảnh về SpeXial ở Okinawa (SpeXial Okinawa Photobook) (SpeXial沖繩寫真遊記)           | SpeXial                                                             |

### Xuất bản phẩm về phim truyền hình
| Ngày xuất bản             | Nhà xuất bản                | Tựa đề                                                                             | Thành viên                                       |
| ------------------------- | --------------------------- | ---------------------------------------------------------------------------------- | ------------------------------------------------ |
| Ngày 28 tháng 12 năm 2012 | Shui-Ling Culture & Books   | KO One Return Photobook (終極一班2 故事寫真)                                       | Minh Kiệt, Tử Hoành                              |
| Ngày 12 tháng 1 năm 2013  | Shui-Ling Culture & Books   | KO One Return Notebook (終極一班2 校園生活筆記書)                                  | Minh Kiệt, Tử Hoành                              |
| Ngày 5 tháng 2 năm 2013   | Shui-Ling Culture & Books   | KO One Return - Behind the Scenes and Classic Quotes (終極一班2 劇照紀念冊)        | Minh Kiệt, Tử Hoành                              |
| Ngày 10 tháng 7 năm 2013  | Shui-Ling Culture & Books   | KO One Re-act Photobook (終極一班3 酷帥寫真)                                       | Hoành Chính, Vĩ Tấn, Minh Kiệt, Tử Hoành         |
| Ngày 7 tháng 8 năm 2013   | Shui-Ling Culture & Books   | KO One Return 3 Notebook (終極一班3 戰力筆記書)                                    | Hoành Chính, Vĩ Tấn, Minh Kiệt, Tử Hoành         |
| Ngày 27 tháng 10 năm 2013 | Shui-Ling Culture & Books   | KO One Re-act Photobook (終極一班3 閃光戰鬥寫真)                                   | Hoành Chính, Vĩ Tấn, Minh Kiệt, Tử Hoành         |
| Ngày 14 tháng 7 năm 2014  | Shui-Ling Culture & Books   | The X-Dormitory Photobook (終極X宿舍 電視寫真)                                     | Hoành Chính, Vĩ Tấn, Minh Kiệt                   |
| Ngày 15 tháng 11 năm 2014 | Shui-Ling Culture & Books   | Angel 'N' Devil Photobook (終極惡女 人物誌)                                        | Thần Tường, Teddy, Hoành Chính, Vĩ Tấn           |
| Ngày 23 tháng 12 năm 2014 | Shui-Ling Culture & Books   | Angel 'N' Devil Story Photobook (終極惡女 故事寫真)                                | Thần Tường, Teddy, Hoành Chính, Vĩ Tấn, Tử Hoành |
| Ngày 26 tháng 1 năm 2015  | Shui-Ling Culture & Books   | Angel 'N' Devil Story Battle Copper Dimension Notebook (終極惡女 決戰銅時空筆記書) | Thần Tường, Teddy, Hoành Chính, Vĩ Tấn, Tử Hoành |
| Ngày 12 tháng 1 năm 2016  | Suncolor                    | 終極時空：時空旅人AR經典珍藏組                                                     | Thần Tường, Teddy, Hoành Chính, Vĩ Tấn, Tử Hoành |
| Ngày 8 tháng 12 năm 2016  | Kadokawa Taiwan Corporation | High 5 Basketball Photobook (High5制霸青春 熱血寫真本)                             | Hoành Chính, Thần Tường                          |

## Giải thưởng và đề cử
| Năm  | Giải thưởng                            | Hạng mục                                        | Kết quả   |
| ---- | -------------------------------------- | ----------------------------------------------- | --------- |
| 2014 | 2014 Hito Music Awards                 | Nhóm nhạc của Hito                              | Đề cử     |
| 2015 | 2014 Canadian Chinese Pop Music Awards | Nhóm nhạc mới xuất sắc nhất                     | Đoạt giải |
| 2015 | The 5th Global Chinese Golden Chart    | Nhóm nhạc nổi tiếng nhất                        | Đề cử     |
| 2015 | 2015 Hito Music Awards                 | Nhóm nhạc của Hito                              | Đoạt giải |
| 2015 | 2015 Hito Music Awards                 | Nhóm nhạc nổi tiếng nhất                        | Đoạt giải |
| 2016 | 2015 Canadian Chinese Pop Music Awards | Top 10 ca khúc tiếng Quan thoại "Love Guardian" | Đoạt giải |
| 2016 | The 6th Global Chinese Golden Chart    | Nhóm nhạc nổi tiếng nhất                        | Đề cử     |
| 2016 | The 4th Vchart Awards                  | Top nghệ sĩ triển vọng                          | Đoạt giải |
| 2016 | 2016 Hito Music Awards                 | Nhóm nhạc nổi tiếng nhất                        | Đoạt giải |
| 2016 | 2016 Hito Music Awards                 | Nhóm nhạc của Hito                              | Đoạt giải |